# Anopheles indefinitus
Anopheles indefinitus är en tvåvingeart som först beskrevs av Frank Ludlow 1904.  Anopheles indefinitus ingår i släktet Anopheles och familjen stickmyggor. Inga underarter finns listade i Catalogue of Life.